# Peter Štepanovský
Peter Štepanovský (Skalica, 12 gennaio 1988) è un calciatore slovacco, centrocampista dello Zbrojovka Brno B.

## Caratteristiche tecniche
Pur essendo formato come centrocampista offensivo, l'assetto tattico di Vladimír Weiss gli ha permesso di ricoprire ruoli difensivi.

## Carriera

### Club
Formatosi nelle giovanili della sua città natale, fu acquistato nel 2008 dallo Slovan Bratislava: dopo aver vinto un titolo nazionale senza scendere in campo, al termine della stagione 2009-2010 fece il suo esordio in occasione di un match con l'FC Nitra. Ha contribuito attivamente alla vittoria dell'accoppiata campionato-coppa nazionale nella stagione 2010-2011.

### Nazionale
Dopo aver totalizzato due presenze in nazionale Under-17 (con cui esordì nel 2004 in occasione di un incontro con l'Irlanda del Nord), esordì in nazionale Under-21 il 19 maggio 2010, entrando nel finale dell'incontro con la Croazia valevole per le qualificazioni al campionato europeo Under-21 2013. L'11 agosto 2010 disputò gli ultimi tredici minuti della gara con la Serbia, durante i quali rimediò un'ammonizione.

## Palmarès
- Campionato slovacco: 2

Slovan Bratislava: 2008-2009, 2010-2011
- Coppa di Slovacchia: 2

Slovan Bratislava: 2009-2010, 2010-2011
- Supercoppa di Slovacchia: 2

Slovan Bratislava: 2009, 2011